# Lew Marjasin
Lew Jefimowicz Marjasin (ros. Лев Ефи́мович Марья́син, ur. 1894 w Mohylewie, zm. 22 sierpnia 1938) – radziecki działacz państwowy i partyjny, przewodniczący Zarządu Banku Państwowego ZSRR (1934-1936).

## Życiorys
Urodził się w rodzinie żydowskiej. W 1915 wstąpił do SDPRR(b), 1917-1918 był komisarzem instytucji edukacyjnych Moskiewskiego Okręgu Wojskowego, a 1918-1920 szefem Wydziału Ogólnego Szkolenia Wojskowego Wszechrosyjskiego Sztabu Głównego. W 1920 był przewodniczącym Komitetu Miejskiego RKP(b) w Woroneżu, 1920-1921 sekretarzem odpowiedzialnym orłowskiego gubernialnego komitetu RKP(b), 1922-1923 przewodniczącym Centralnej Rady Gospodarki Narodowej Turkiestańskiej ASRR, a 1923-1924 kierownikiem Wydziału Handlu i Polityki Finansowej Głównego Zarządu Ekonomicznego Najwyższej Rady Gospodarki Narodowej ZSRR. W latach 1924–1925 był zastępcą przewodniczącego Zarządu Zjednoczonego Wydawnictwa Państwowego, od 1925 do listopada 1927 kierownikiem Wydziału Informacyjno-Statystycznego KC KP(b)U i jednocześnie od grudnia 1925 do 20 listopada 1927 członkiem KC KP(b)U, a od listopada 1927 do 1928 zastępcą kierownika Wydziału Organizacyjno-Dystrybucyjnego KC WKP(b). W latach 1928–1930 studiował w Instytucie Czerwonej Profesury, 1930-1931 był członkiem Zarządu Banku Państwowego ZSRR, od 1931 do kwietnia 1934 zastępcą przewodniczącego, a od 4 kwietnia 1934 do 14 lipca 1936 przewodniczącym Zarządu Banku Państwowego ZSRR i jednocześnie od kwietnia 1934 do lipca 1936 zastępcą ludowego komisarza finansów ZSRR oraz członkiem Rady Pracy i Obrony ZSRR, od lipca do grudnia 1936 kierował budową kombinatu koncernu w Czerkasach.
20 grudnia 1936 został aresztowany, 10 września 1937 skazany na śmierć przez Wojskowe Kolegium Sądu Najwyższego ZSRR pod zarzutem udziału w kontrrewolucyjnej organizacji terrorystycznej i następnie rozstrzelany. 30 maja 1956 pośmiertnie zrehabilitowany.